# خاران،بلوچستان
خاران شهری است ناحیه خاران در ایالت بلوچستان، پاکستان است. این شهر مرکز ناحیه خاران است.
جمعیت این شهر در سال ۱۹۹۸ برابر با ۲۶٫۰۵۷ نفر بود.
یکی از بزرگترین مراکز تولید نیروگاه خورشیدی آسیا در شهر خاران بلوچستان قرار دارد.
راه نوشکی به خاران ۹۰ مایل طول دارد و پس از عبور از منطقه خاران در محل بی‌سیمه به جاده کویته-پنجگور می‌پیوندد.
کوه سیاهان، منطقه را از خاران را از منطقه مکران جدا می‌کند و بلندی آن ۱۷۶ مایل است.

## پیشینه
مردم خاران از گروه نوشیروانی‌ها هستند که از خراسان ایران به این مکان کوچیده‌اند. آن‌ها خود را بلوچ اصیل می نامند و نواب زاده به‌شمار می‌آورند.
آرامگاه‌های این منطقه نیز به سبک معماری آرامگاه‌های ایرانی ساخته می‌شود و بندهایی که در منطقه خاران برای ذخیره آب ساخته می‌شود «گبربند» نام دارد و ساخت و روش آن به زرتشتیان نسبت داده می‌شود.
در «خاران» و «لسبیله» یک سردار؛ حاکم بلامنازع منطقه و در برخی از مناطق مانند «مری» و «بگتی»؛ نظام سرداری و خانی با سلسله مراتب ویژه حاکم است. در برخی مناطق مانند مناطق پشتونشین و مکران، قبیله و در برخی نقاط مانند «مری»، «بگتی»، «مینگل» و «بزنجو»، سران قبایل اهمیت بسیار دارند.
در مناطق شرقی بلوچستان پاکستان تسلط و نفوذ نظام قبیله‌ای کم‌رنگ و ضعیف و در شمال شرق و مرکز بلوچستان این نظام از قدرت و نفوذ فراوان برخوردار است.
در ۳۰ ژوئن ۱۹۴۷، تجزیه هند به دو قسمت اعلام شد و خان کلات انتظار داشت که بر مبنای قرارداد ۱۹۴۶م از بلوچستان اسم برده شود که برده‌نشد.
نواب‌های خاران و لسبیله بدون اجازه خان کلات، الحاق خویش را به پاکستان اعلام نمودند.
نواب خاران و نواب مکران از سال ۱۳۲۶ خورشیدی با کنسولگری ایران در کویته رفت‌وآمد داشته‌اند.
.
.
.گروهی از نوشیروانی های خاران در منطقه جاسک و بیابان ساکن هستند و میرهای بیابان و جاسک از نوشیروانی های خاران هستند که با تیره ای از ناروئیان بشاگرد در هم آمیختند،هم اکنون زعامت این قوم در منطقه جاسک، بر عهده میر عظیم نوشیروانی فرزند میرزا برکت نوشیروانی است